# ماناتی، پورتوریکو
ماناتی (به انگلیسی: Manatí) یک منطقهٔ مسکونی در ایالات متحده آمریکا است که در پورتوریکو واقع شده‌است.
 ماناتی ۱۴۵٫۵۳ کیلومتر مربع مساحت و ۴۴٬۱۱۳ نفر جمعیت دارد.